# Heinrich Greinacher
Pour les articles homonymes, voir Greinacher.
Heinrich Greinacher (né le 31 mai 1880 à Saint-Gall, mort le 17 avril 1974 à Berne) est un physicien suisse. Il est considéré comme un expérimentateur original et est le développeur du magnétron et du multiplicateur de Greinacher.

## Biographie
Greinacher est le seul enfant du maître cordonnier Heinrich Greinacher et de sa femme Pauline, née Münzenmayer. Après une scolarité à Saint-Gall, il étudie la physique à Zurich, Genève et Berlin. Il suit également une formation de pianiste au Conservatoire de Musique de Genève. D'origine allemande, il est naturalisé en 1894 en tant que citoyen suisse. À Berlin, Greinacher assiste aux conférences de Max Planck et reçoit son doctorat en 1904 sous la direction d'Emil Warburg. Il obtient son habilitation en 1907 à l'Université de Zurich, puis en 1912, il déménage à Zurich. De 1924 à 1952, il est professeur ordinaire de physique expérimentale à l'Université de Berne et directeur de l'Institut de physique (anciennement Physics Cabinett).
En 1912, Greinacher développe le magnétron et donne une description mathématique fondamentale de ce tube,. En 1914, il invente le multiplicateur Greinacher (un circuit redresseur pour doubler la tension électrique). En 1920, il généralise cette idée à un multiplicateur de tension en cascade et développe des méthodes de détection des particules chargées (compteur proportionnel à gaz, chambre à étincelles). Dans les années 1930, les chercheurs britanniques Cockroft et Walton inventent indépendamment un multiplicateur du même style pour rechercher des noyaux atomiques et découvrent la radioactivité artificielle.
Greinacher se marie deux fois : en 1910 à l'Allemande Marie Mahlmann, avec qui il a deux enfants, puis de nouveau en 1933 à Frieda Urben d'Inkwil.

## Fondation
En 1988, la fondation Heinrich-Greinacher-Stiftung est créée à Berne avec l'héritage du couple Frieda et Heinrich Greinacher. Les revenus d'intérêts du capital de la fondation servent à financer le prix Heinrich Greinacher et à promouvoir les jeunes chercheurs et scientifiques.

## Publications
- Negociations of the Swiss Society of Natural Sciences, numéro 154 (1974), pp. 239-251 (avec un catalogue)
- Hans Erich Hollmann, Physics and Technology of the Ultra-Waves. Volume 1 Production ultrakurzwelliger oscillations.